# Marin Alsop
Marin Alsop (ur. 16 października 1956 w Nowym Jorku) – amerykańska dyrygentka i skrzypaczka. Główna dyrygentka Vienna Radio Symphony Orchestra oraz główna dyrygentka i kuratorka chicagowskiego Ravinia Festival. Od sezonu 2023/2024 dyrektor artystyczna oraz pierwsza dyrygentka Narodowej Orkiestry Symfonicznej Polskiego Radia w Katowicach.
Jedna z czołowych dyrygentek swoich czasów, uznana na całym świecie za innowacyjne podejście do doboru repertuaru i rozwoju publiczności, głębokie zaangażowanie w edukację i propagowanie znaczenia muzyki na arenie międzynarodowej.
Pierwsza kobieta, która stanęła na czele orkiestr w Stanach Zjednoczonych, Ameryce Południowej, Austrii i Wielkiej Brytanii, jak to określił New York Times, jest nie tylko „potężnym muzykiem, z niezwykłą umiejętnością komunikacji”, ale także „dyrygentką z wizją”.

## Życiorys artystyczny
Marin Alsop urodziła się w Nowym Jorku w rodzinie muzyków. Kształciła się w Masters School i studiowała grę na skrzypcach w Juilliard’s Pre-College Division. Uczęszczała do Yale University, ale z czasem przeniosła się do Juilliard School, gdzie uzyskała dyplomy licencjata w 1977 r. i magistra w 1978 r. w dziedzinie skrzypiec. Podczas studiów w Juilliard, Alsop grała z orkiestrami takimi jak New York Philharmonic i New York City Ballet. W 1981 roku założyła zespół smyczkowy String Fever. W 1984 roku z jej inicjatywy powstał zespół Concordia, 50-osobową orkiestrę specjalizującą się w XX-wiecznej muzyce amerykańskiej.
W 1989 roku zdobyła nagrodę Koussevitzky’ego jako wybitny student dyrygentury w Tanglewood Music Center, gdzie poznała swojego przyszłego mentora Leonarda Bernsteina. Po otrzymaniu Leonard Bernstein Conducting Fellowship w Tanglewood Music Centre kształciła się pod okiem Leonarda Bernsteina i Seiji Ozawy.
Jako entuzjastka muzyki najnowszej była dyrektor muzyczną Cabrillo Festival of Contemporary Music w latach 1992–2016. Od 1993 do 2005 roku była najpierw główną dyrygentką, a następnie dyrektor muzyczną Colorado Symphony. Alsop pełniła również funkcję zastępcy dyrygenta Richmond Symphony w Richmond w Wirginii w latach 1988–1990, dyrektor muzycznej Eugene Symphony w Eugene w Oregonie w latach 1989–1996 oraz w St. Louis Symphony w latach 1994–1996.
20 września 2005 roku Alsop została pierwszą dyrygentką w historii, która otrzymała MacArthur Fellowship.
Od 2007 do 2021 była dyrektor muzyczną Baltimore Symphony Orchestra.
W latach 2012–2019 pełniła funkcję pierwszej dyrygent São Paulo State Symphony Orchestra, po tym czasie została dyrygentką honorową orkiestry, z którą kontynuuje współpracę w ramach licznych przedsięwzięć artystycznych.
Sezon 2019/2020 był pierwszym sezonem Marin Alsop w roli głównej dyrygentki Vienna Radio Symphony Orchestra.
Stale współpracuje z wieloma zespołami o międzynarodowej renomie, wśród których można wyróżnić m.in. London Philharmonic Orchestra, London Symphony Orchestra, Cleveland Orchestra, Gewandhausorchester Leipzig, Orchestra of the Age of Enlightenment, Budapest Festival Orchestra i Koninklijk Concertgebouworkest. W latach 2019–2020 powróciła do Philadelphia Orchestra, duńskiej National Symphony i Orchestre de Paris, której sezon otworzyła we wrześniu 2020 roku.
W czerwcu 2023 ogłoszono, że Marin Alsop z początkiem sezonu 2023/2024 obejmie stanowisko dyrektor artystycznej oraz pierwszej dyrygentki Narodowej Orkiestry Symfonicznej Polskiego Radia w Katowicach. Jednocześnie Alsop pozostaje pierwszą dyrygentką Vienna Radio Symphony Orchestra.

## Działalność edukacyjna i społeczna
Marin Alsop jest zaangażowana w liczne projekty społeczne i edukacyjne. Jest fundatorką programu stypendialnego Taki Alsop Conducting Fellowship dla kobiet dyrygentek. Laureatkami stypendium były m.in. Marzena Diakun, Marta Gardolińska i Barbara Dragan.
Pełni rolę dyrektor studiów podyplomowych w zakresie dyrygentury w Peabody Institute na Johns Hopkins University.
We współpracy z YouTube oraz Google Arts & Culture zainicjowała projekt wideo pn. „Globalna Oda do Radości”, mający na celu uczczenie 250. rocznicy urodzin L. van Beethovena.
Jako pierwsza i jedyna dyrygentka otrzymała stypendium MacArthura, a także została uhonorowana nagrodą World Economic Forum’s Crystal Award i zapisała się w historii jako pierwsza kobieta-dyrygent prowadząca koncerty podczas festiwalu BBC Last Night of the Proms.

## Nagrody
Laureatka m.in. 4 nominacji do nagrody Grammy, MacArthur Fellowship (jako jedyny dyrygent w historii), Kryształowej Nagrody Światowego Forum Ekonomicznego, należy do Amerykańskiego Towarzystwa Filozoficznego.
Marin Alsop była wielokrotnie nagradzana podczas Gramophone Awards, a jej obszerna dyskografia obejmuje nagrania dla wytwórni Decca, Harmonia Mundi i Sony Classical, a także uznane cykle Brahmsa z London Philharmonic, Dvořáka z Baltimore Symphony i Prokofiewa z São Paulo Symphony.
Przemawiała na ceremonii Juilliard’s 116th Commencement Ceremony, 18 czerwca 2021 w Damrosch Park, gdzie otrzymała tytuł doktora honoris causa muzyki. Marin Alsop została uhonorowana tytułem doktora honoris causa Uniwersytetu Yale i Juilliard School.

## Marin Alsop w Polsce
W sezonie 2020/2021 Marin Alsop dwukrotnie poprowadziła Narodową Orkiestrę Symfoniczną Polskiego Radia (NOSPR).
4 lutego wykonała utwory Stanisława Skrowaczewskiego, Roxanny Panufnik i Siergieja Prokofiewa. Koncert został wyemitowany na platformie medici.tv z okazji Międzynarodowego Dnia Kobiet.
Drugi koncert z NOSPR odbył się w ramach festiwalu Katowice Kultura Natura, 14 maja, i również transmitowany był na platformie medici.tv. Poprzedziły go mistrzowskie kursy dyrygenckie, w których wzięli udział wybrani przez Marin Alsop młodzi polscy dyrygenci. W programie kursów oraz koncertu znalazły się dzieła Richarda Wagnera, Karola Szymanowskiego i Siergieja Prokofiewa.
Do czasu objęcia stanowiska dyrektor artystycznej w 2023, Alsop poprowadziła łącznie 15 koncertów z NOSPR.

## Życie prywatne
Od 1990 roku partnerką Alsop jest waltornistka Kristin Jurkscheit.